# العلاقات الرومانية الغيانية
العلاقات الرومانية الغيانية هي العلاقات الثنائية التي تجمع بين رومانيا وغيانا.

## مقارنة بين البلدين
هذه مقارنة عامة ومرجعية للدولتين:
| وجه المقارنة                                              | رومانيا                                                                               | غيانا        |
| --------------------------------------------------------- | ------------------------------------------------------------------------------------- | ------------ |
| المساحة (كم2)                                             | 238.40 ألف                                                                            | 214.97 ألف   |
| عدد السكان (نسمة)                                         | 19.59 مليون                                                                           | 777.86 ألف   |
| الكثافة السكانية (ن./كم²)                                 | 82.17                                                                                 | 3.62         |
| العاصمة                                                   | بوخارست                                                                               | جورج تاون    |
| اللغة الرسمية                                             | اللغة الرومانية                                                                       | لغة إنجليزية |
| العملة                                                    | ليو روماني                                                                            | دولار غياني  |
| الناتج المحلي الإجمالي (بليون دولار)                      | 211.80 مليار                                                                          | 3.68 مليار   |
| الناتج المحلي الإجمالي (تعادل القوة الشرائية) بليون دولار | 465.56 مليار                                                                          | 5.77 مليار   |
| الناتج المحلي الإجمالي الاسمي للفرد دولار أمريكي          | 9.47 ألف                                                                              | 4.13 ألف     |
| الناتج المحلي الإجمالي للفرد دولار أمريكي                 | 23.63 ألف                                                                             |              |
| مؤشر التنمية البشرية                                      | 0.793                                                                                 |              |
| رمز المكالمات الدولي                                      | +40                                                                                   | +592         |
| رمز الإنترنت                                              | .ro                                                                                   | .gy          |
| المنطقة الزمنية                                           | ت ع م+02:00، ت ع م+03:00، أوروبا/بوخارست ‏، توقيت شرق أوروبا، توقيت شرق أوروبا الصيفي ‏ | 00           |

## منظمات دولية مشتركة
يشترك البلدان في عضوية مجموعة من المنظمات الدولية، منها:
| علم المنظمة | اسم المنظمة                               | تاريخ انضمام رومانيا | تاريخ انضمام غيانا |
| ----------- | ----------------------------------------- | -------------------- | ------------------ |
|             | مؤسسة التنمية الدولية                     | 12 أبريل 2014        | 4 يناير 1967       |
|             | يونسكو                                    | 27 يوليو 1956        | 21 مارس 1967       |
|             | مؤسسة التمويل الدولية                     | 23 سبتمبر 1990       | 4 يناير 1967       |
|             | منظمة حظر الأسلحة الكيميائية              | ?                    | ?                  |
|             | الأمم المتحدة                             | 14 ديسمبر 1955       | 20 سبتمبر 1966     |
|             | الاتحاد الدولي للاتصالات                  | 9 فبراير 1866        | 8 مارس 1967        |
|             | منظمة الشرطة الجنائية الدولية             | ?                    | ?                  |
|             | البنك الدولي للإنشاء والتعمير             | 15 ديسمبر 1972       | 26 سبتمبر 1966     |
|             | الاتحاد البريدي العالمي                   | ?                    | ?                  |
|             | المركز الدولي لتسوية المنازعات الاستشارية | 12 أكتوبر 1975       | 10 أغسطس 1969      |
|             | وكالة ضمان الاستثمار متعدد الأطراف        | 10 سبتمبر 1992       | 18 يناير 1989      |
|             | منظمة التجارة العالمية                    | 1995                 | ?                  |

## أعلام
هذه قائمة لبعض الشخصيات التي تربطها علاقات بالبلدين:
- جانيت جاجان (20 أكتوبر 1920[23][24][25] – 28 مارس 2009[23][24][25])

## وصلات خارجية
- موقع وزارة الخارجية الرومانية
- موقع وزارة الخارجية الغيانية